# Anoplosaurus curtonotus
 Anoplosaurus curtonotus  (gr. “lagarto desarmado corto hacia atrás”) es la única especie conocida del género extinto Anoplosaurus, un  dinosaurio tireóforo nodosáurido, que vivió a mediados del Cretácico, hace aproximadamente 110 y 95 millones de años, en el Albiense y Cenomaniense, en lo que es hoy Europa.

## Descripción

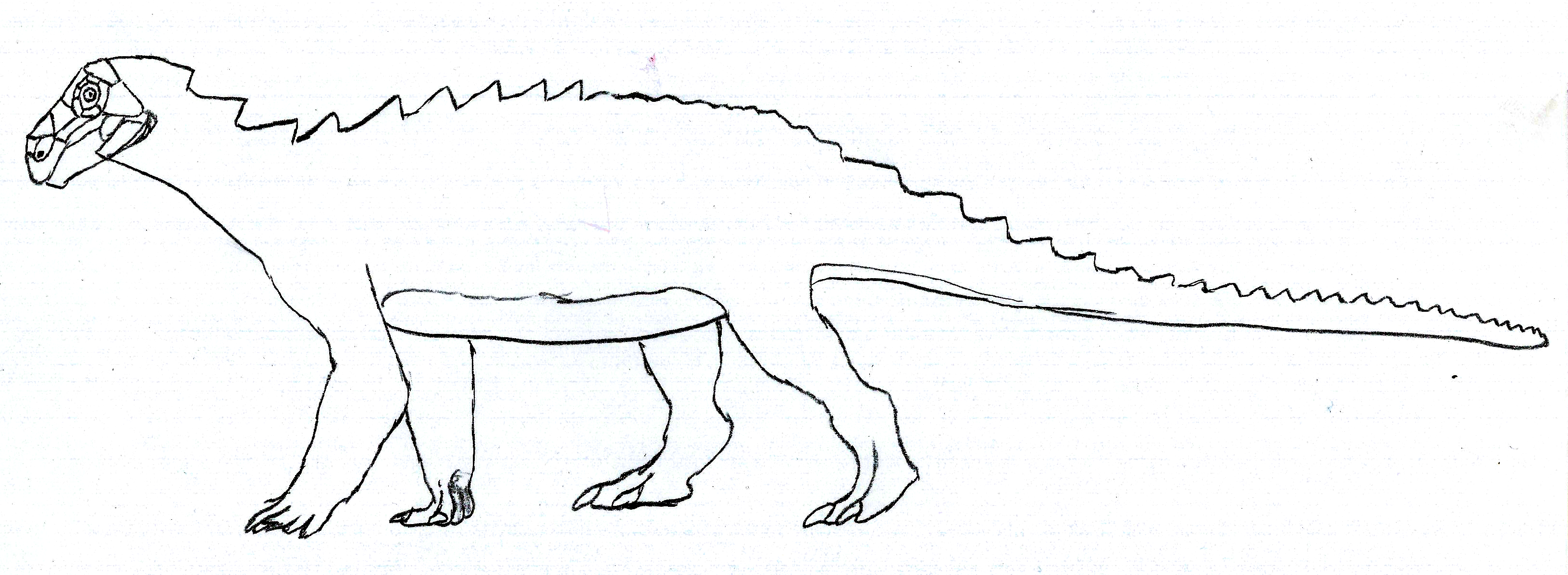
Recreación de un Anoplosaurio

El anoplosaurio habría sido un cuadrúpedo, cuerpo bajo y compacto, herbívoro, con una armadura en su cuerpo para su protección. Llegó a medir alrededor de los 5,00 metros de largo, 1,70 de alto y con un peso estimado de 2500 kilogramos. El nombre proviene posiblemente de que el animal apenas poseía defensas comparados con los descritos en el mismo trabajo de 1878, cosa que probablemente se debía a que se trataba de un ejemplar joven que todavía no las había desarrollado.

## Descubrimiento e investigación
Harry Govier Seeley nombró este género en 1879 para un esqueleto postcranial parcial, integrado por fragmentos del dentario, numerosas vértebras del cuello, lomo, y sacro, las partes de la faja pectoral, fragmentos del húmero, piezas del fémur izquierdo, tibia izquierda, los huesos del pie, costillas, y otros fragmentos encontrados en Cambridge Formación Arena Verde de Cambridgeshire, Inglaterra. Él los vio como un juvenil, debido a su tamaño. La especie tipo es Anoplosaurus curtonotus. El nombre genérico, deriva del griego hoplo~, un elemento de palabra que se usa en combinaciones, con el significado de "armado", se refiere al hecho no habían sido descubiertas placas de armadura. El nombre específico se deriva del latín curtus , "corta", y νῶτον griega, noton, "hacia atrás". Aunque Seeley asignó a Anoplosaurus para un genérico Dinosauria, entendía sus posibles afinidades con Scelidosaurus o Polacanthus, como se muestra por el nombre de género, otros que trabajaron con los restos lo vieron como un dinosaurio acorazado, hasta que en 1923 Franz Nopcsa sugirió que algunos de los restos habrían pertenecido a un Camptosaurus, y los otros restos a Acanthopholis. Estas supociciones perduraron en el tiempo a medida que la taxonomía de los iguanodóntidos cambiaba a través de los años. Suberbiola y Barrett reexaminaron el material y propusieron que el material pertenecía todo a un nodosáurido primitivo, y la carencia de armadura era debido a la edad joven del animal a su muerte. Las revisiones posteriores han seguido con esta interpretación del género como una especie dinosaurio acorazado.
Una segunda especie,  A. major, fue nombrada por Seeley en 1879 para una vértebra del cuello y tres vértebras caudales parciales que él recogió de Acanthopholis stereocercus, de la misma formación que la especie tipo. Esta especie se considera como una quimera, ya que la vértebra del cuello proviene de un anquilosauriano, y las caudales de un iguanodóntido indeterminado.
En 1964, Oskar Kuhn rebautizó a Syngonosaurus macrocercus Seeley 1879 como Anoplosaurus macrocercus. En 1969, Rodney Steel rebautizó a Eucercosaurus tanyspondylus Seeley 1879 como Anoplosaurus tanyspondylus. Tanto Syngonosaurus y Eucercosaurus son hoy vistos como nomina dubia y estos dos últimos especies de Anoplosaurus son igualmente inválidas.
En 1998, Xabier Pereda-Suberbiola y Paul Barrett volvieron a examinar el material de Anoplosaurus curtonotus. Ellos escribieron que todo pertenecía a un miembro "primitivo" o basal de la familia Nodosauridae, la falta de armadura posiblemente se debía a la corta edad del animal a la muerte. La posición basal estaría indicada por la fila de dientes largos y el bajo recuento de vértebras sacras. Seeley nunca había indicado un holotipo entre los sintipos. Por tanto Pereda-Superbiola y Barrett seleccionaron al espécimen SMC B55731, una escápula derecha, como el lectotipo. Sus afinidades con Ankylosauria serían probados por un alto proceso acromial. Los otros fósiles de nodosáuridos encontrados en Reach, los especímenes SMC B55670 - 55742, fueron asignados como paralectotipos. Pereda-Superbiola y Barrett consideraron que era posible que el descubrimiento, de hecho, no se haya hecho en la arena verde de Cambridge, sino en la arcilla Gault también del Albianense superior, debido a que los elementos esqueléticos parecían haber pertenecido a un solo individuo que podría contradecir que una procedencia de los depósitos marinos de arena verde. Anoplosaurus curtonotus era por ello considerado un posible taxón válido.

## Clasificación
En el pasado se ha clasificado, ya sea con los dinosaurios acorazados o con los ornitópodos, pero el pensamiento actual está de acuerdo con la interpretación de "dinosaurio acorazado", colocándolo en Ankylosauria.
El volumen de fósiles cretáceo de los vertebrados de 1999 contiene un artículo sobre los nodosáuridos ingleses en los cuales Suberbiola y Barrett encuentran que Anoplosaurus es una taxón diagnóstico relacionado cercanamente con Silvisaurus condrayi y Texasetes pleurohalio.